# Locomotiva PKP EP09
La EP09 è una locomotiva elettrica delle ferrovie polacche prodotta dalla Pafawag di Breslavia tra il 1986 e il 1997.

## Storia
I lavori per la progettazione delle locomotive EP09 sono iniziati negli anni settanta. Il progetto è stato fatto nel Centro di ricerca e sviluppo del materiale rotabile di Poznań. Il prototipo, costruito da Pafawag a Breslavia, è stato presentato nel 1986, iniziando il regolare servizio il 29 maggio 1988. Tutte le locomotive prodotte, ad eccezione dell'EP09-035, che è stata coinvolta nel disastro ferroviario di Szczekociny e demolita, sono ancora pienamente operative e vengono impiegate nei depositi di locomotive di Cracovia, cui sono state assegnate 12 locomotive, e Varsavia, cui sono state assegnate le rimanenti locomotive.

## Dati tecnici
La EP09 è una locomotiva elettrica Bo'Bo' con alimentazione elettrica a 3000 Volt a corrente continua, con due carrelli a due assi, azionati separatamente. Le cabine di guida sono ad ogni estremità della locomotiva. La locomotiva, che raggiunge una velocità massima di 160 km/h è la prima locomotiva polacca ad avere freni elettrodinamici.

## Servizio
Tutte le locomotive sono state consegnate alle Ferrovie statali polacche. Dopo la suddivisione delle ferrovie polacche, tutte le locomotive passarono in un primo momento in gestione a PKP Cargo per poi essere tutte trasferite negli anni 2007-2009 a PKP Intercity dove vengono utilizzati per il traino di li treni nazionali e internazionali.

## Soprannomi
- Dziewiątk (La nove) - Soprannome derivato dal numero
- Epoka (Epoca) - Soprannome derivato dalle prime due lettere del nome

## Galleria d'immagini

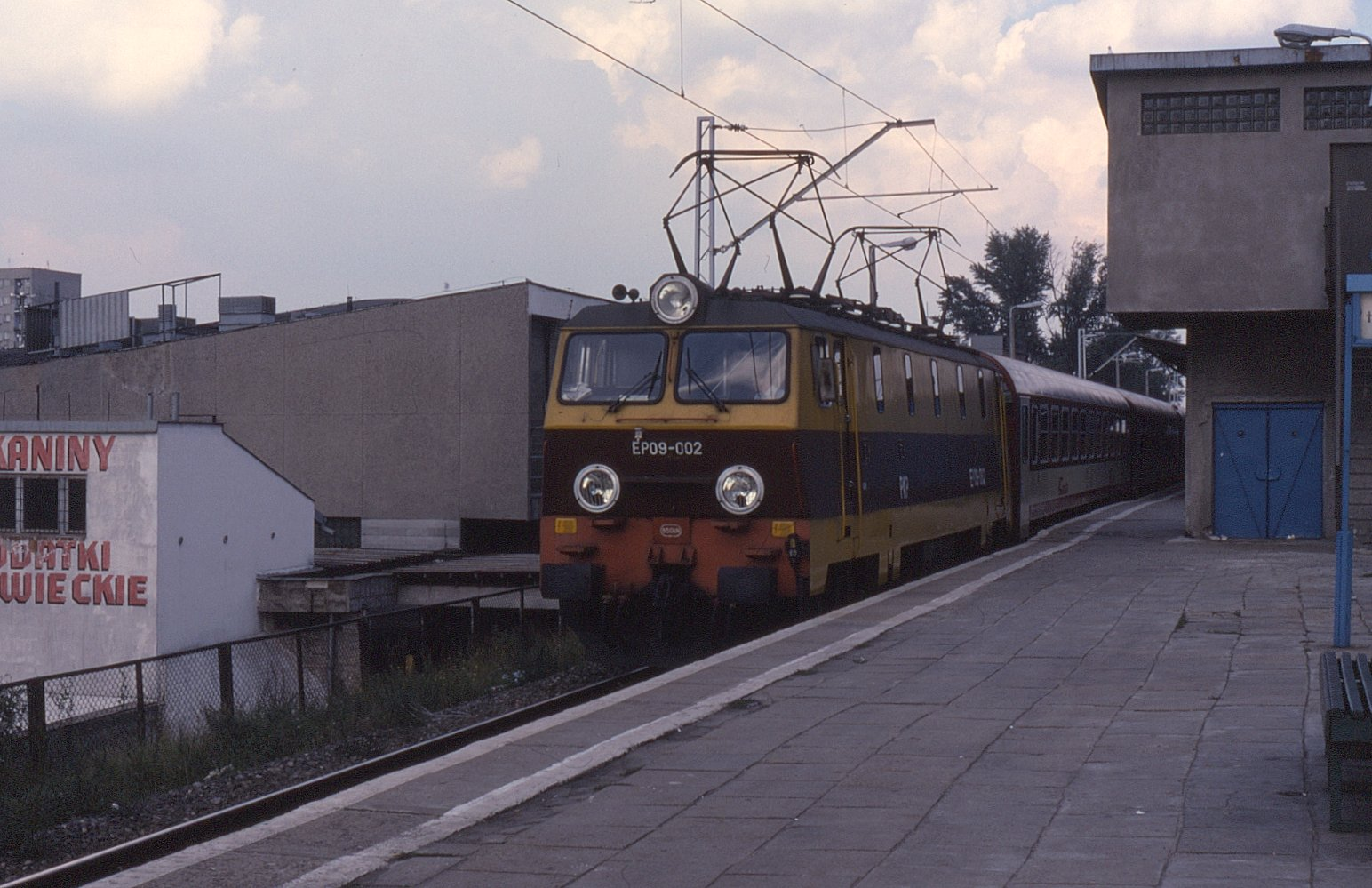
Locomotiva EP09-002 nella vecchia livrea PKP
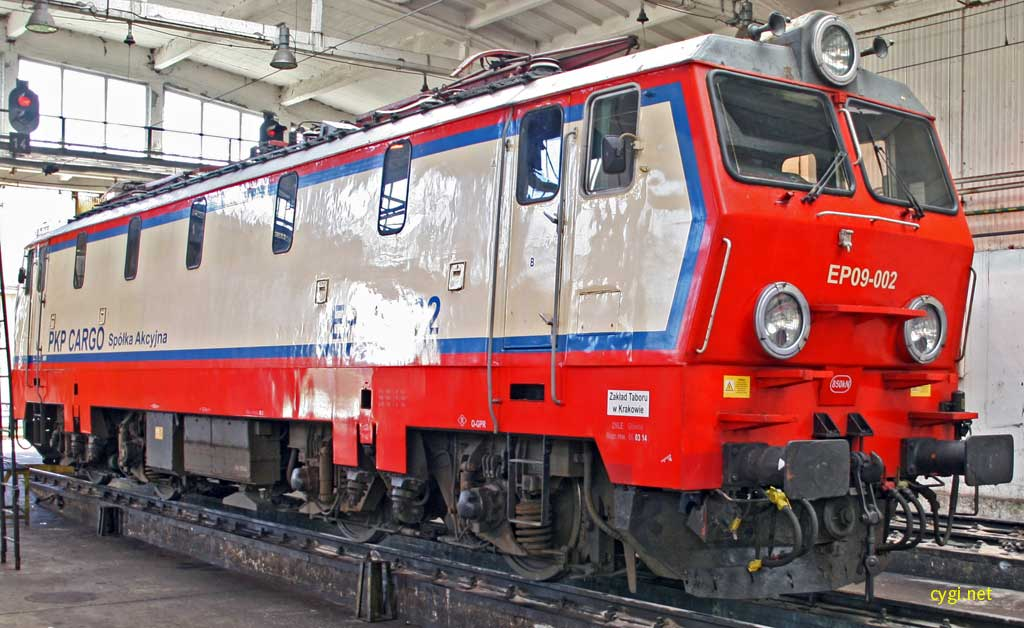
Locomotiva EP09-002 nella livrea PKP Cargo
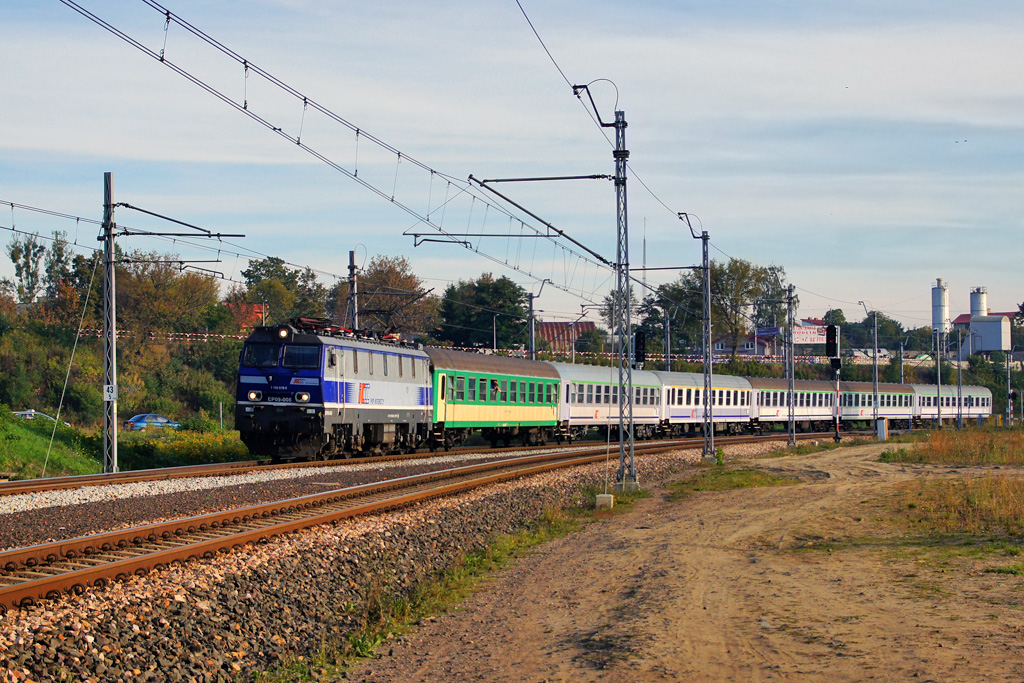
Locomotiva EP09-008
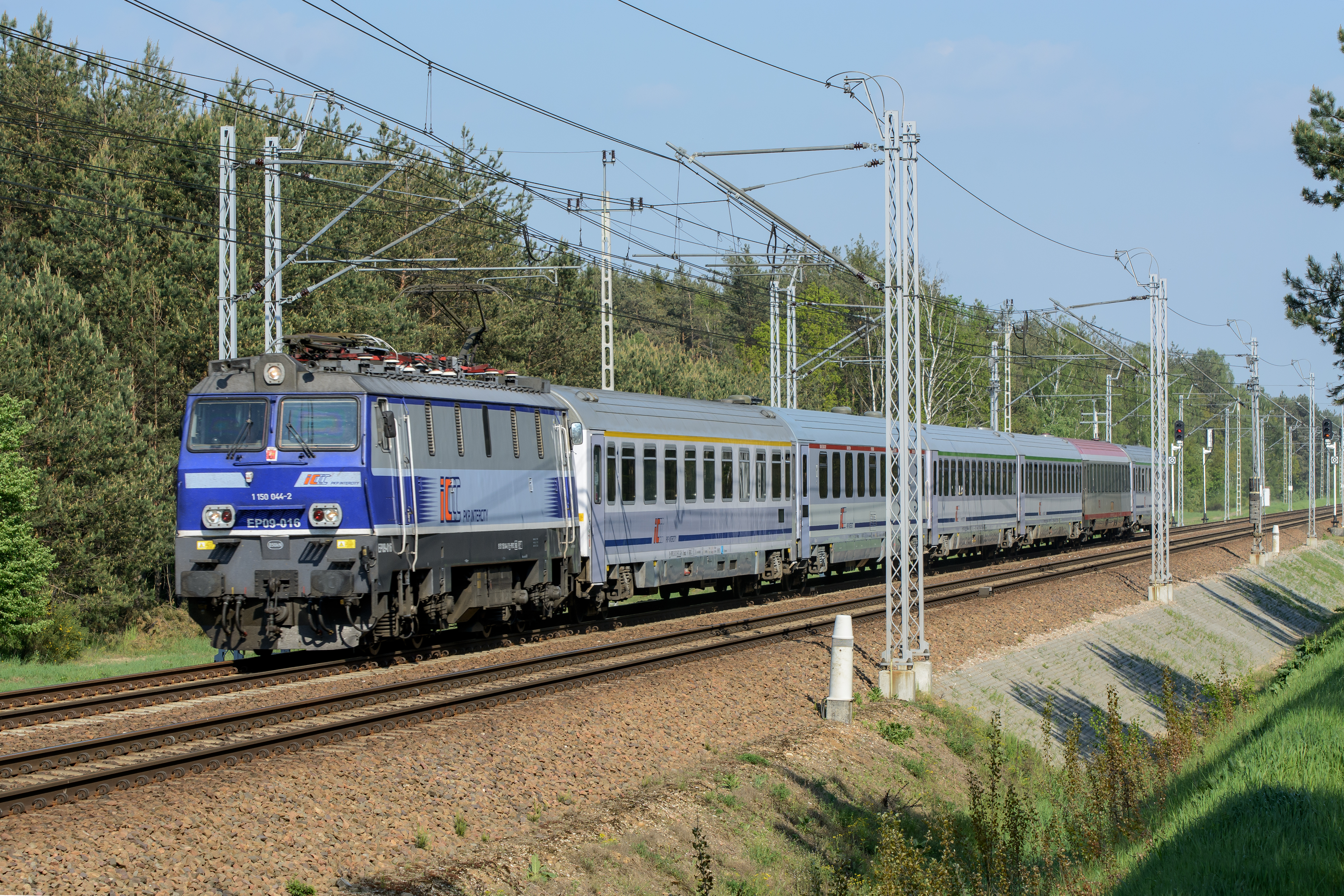
Locomotiva EP09-016